# Соболевка (Одесская область)
Соболевка (укр. Соболівка) — село, относится к Подольскому району Одесской области Украины.
Население по переписи 2001 года составляло 690 человек. Почтовый индекс — 66314. Телефонный код — 4862. Занимает площадь 0,82 км². Код КОАТУУ — 5122985607.

## Местный совет
66363, Одесская обл., Подольский район, с. Новосёловка